# 聯合國安全理事會第384號決議
聯合國安理會第384號決議是指聯合國安理會於1975年12月22日通過的決議，承認東帝汶人民根據《聯合國憲章》享有自決和獨立的權利。安理會對東帝汶局勢的惡化表示嚴重關切，譴責印度尼西亞入侵東帝汶的行為，並對葡萄牙沒有充分履行其作為管理國的責任表示遺憾。
該決議隨後呼籲所有國家尊重東帝汶的領土完整及其人民不可剝奪的自決權，並呼籲印度尼西亞軍隊立即撤出東帝汶。安理會呼籲作為管理國的葡萄牙政府與聯合國充分合作，並敦促所有國家和其他各方充分配合聯合國，和平解決緊張局勢和促進非殖民化。決議隨後請秘書長緊急派出一名特別代表前往東帝汶，以實地評估當前局勢，與該當地所有各關係方建立聯繫，並向盡快地安理會提出建議。